# Ночь Ёхора
Ночь Ёхора (Night of Yohor) — республиканский фестиваль бурятского национального танца «Ёхор», в рамках которого проходят:
- конкурсная программа в двух номинациях: аутентичное и современное исполнение;
- конкурс бурятских народных песен;
- мастер-классы по ёхорам;
- концертные программы с участием бурятских и приглашённых артистов и коллективов регионов из России, Монголии, Внутренней Монголии (КНР) и др.;
- Гранд-Ёхор у фестивального костра.

Участники конкурсной программы фестиваля — творческие коллективы и организации г. Улан-Удэ и районов Республики Бурятия.
Среднее количество участников фестиваля: 5000 человек.
Проводится ежегодно с 2008 года в июле.
Организатором фестиваля является Бурятский национальный театр песни и танца «Байкал» при поддержке Министерства культуры Республики Бурятия.

## История фестиваля
Идейным вдохновителем создания «Ночи Ёхора» является Елена Ширибон.
Первый фестиваль (и дальнейшие три) проводился на территории Этнографического музея народов Забайкалья.
В 2012-13 гг. «Ночь Ёхора» проходила на Центральном стадионе Республики Бурятия.
В 2014 году фестиваль состоялся в с. Далахай Тункинского района Республики Бурятия.
С 2015 года по настоящее время «Ночь Ёхора» проводится в первоначальном месте — Этнографическом музее народов Забайкалья.
В 2017 году фестиваль «Ночь Ёхора» отметил десятилетний юбилей. Почётным гостем мероприятия стал российский актёр, режиссёр и хореограф Егор Дружинин.